# GPIHBP1
GPIHBP1 (англ. Glycosylphosphatidylinositol anchored high density lipoprotein binding protein 1) – білок, який кодується однойменним геном, розташованим у людей на короткому плечі 8-ї хромосоми. Довжина поліпептидного ланцюга білка становить 184 амінокислот, а молекулярна маса — 19 806.
| 10         |  | 20         |  | 30         |  | 40         |  | 50         |
| ---------- |  | ---------- |  | ---------- |  | ---------- |  | ---------- |
| MKALGAVLLA |  | LLLCGRPGRG |  | QTQQEEEEED |  | EDHGPDDYDE |  | EDEDEVEEEE |
| TNRLPGGRSR |  | VLLRCYTCKS |  | LPRDERCNLT |  | QNCSHGQTCT |  | TLIAHGNTES |
| GLLTTHSTWC |  | TDSCQPITKT |  | VEGTQVTMTC |  | CQSSLCNVPP |  | WQSSRVQDPT |
| GKGAGGPRGS |  | SETVGAALLL |  | NLLAGLGAMG |  | ARRP       |  |            |

A: Аланін

C: Цистеїн

D: Аспарагінова кислота

E: Глутамінова кислота

G: Гліцин

H: Гістидин

I: Ізолейцин

K: Лізин

L: Лейцин

M: Метіонін

N: Аспарагін

P: Пролін

Q: Глутамін

R: Аргінін

S: Серин

T: Треонін

V: Валін

W: Триптофан

Задіяний у такому біологічному процесі, як транспорт. 
Білок має сайт для зв'язування з ліпідами. 
Локалізований у клітинній мембрані, мембрані.